# Бейлик махала
Бейлик махала (на гръцки: Βαλτοτόπι, Валтотопи, до 1926 година Μπεϊλίκ Μαχαλέ, Бейлик Махале) е село в Република Гърция, Егейска Македония, дем Довища.

## География
Селото е разположено на около 12 километра югоизточно от град Сяр (Серес), в Сярското поле.

## История

### В Османската империя
През XIX век и началото на XX век, Бейлик махала е изцяло българско село в Сярската каза на Османската империя. В „Етнография на вилаетите Адрианопол, Монастир и Салоника“, отразяваща статистика от 1873 година, Беглик (Beglik) е представена като село в Сярска каза с 65 домакинства и 208 жители българи.
В 1891 година Георги Стрезов определя селото като част от Сармусакликол и пише:
| „ | Бейлък-махала, чифлик на х. Тахир бей, на ЮИ от Тумбица, 1 час. Салянете работят земята наполовина. Бейлик-махала е до реката, затуй често страда от наводнения. Църква, в която се служи по гръцки. 30 къщи със 150 жители българе. | “ |

Според статистиката на Васил Кънчов („Македония. Етнография и статистика“) от 1900 година Бейлик Махала брои 450 жители, всички българи християни.
Всички християни от Бейлик махала са под ведомството на Цариградската патриаршия. По данни на секретаря на Българската екзархия Димитър Мишев („La Macédoine et sa Population Chrétienne“) в 1905 година в Беглик (Beglik) живеят 608 българи патриаршисти гъркомани.
В доклад от 20 януари 1910 година училищният инспектор на Българската екзархия в Сяр пише:
| „ | Бейлик махале е с 47 къщи. Турчинът - собственик на чифлика, иска да модернизира обработването му с доставена от Запад техника. Той има много лошо отношение към българите - предлага им тежки условия за работа, принуждава хората да разпродават добитъка си и дори забранява пашата на животни, които не са от чифлика. В селото няма църква и училище. Учител е Г. Хижов. Децата четата добре, но в смятането са много слаби, което е наследство от предишната учебна година. Децата са 14, от които 7 момчета и 7 момичета. | “ |

### В Гърция
През войната селото е освободено от българската армия, но след Междусъюзническата война Бейлик махала попада в Гърция. В 1926 година името на селото е променено на Валтотопи. Според преброяването от 1928 година селото е смесено местно-бежанско с 39 бежански семейства със 156 души.
В 1999 година е построена църквата „Свети Георги“.
| Име        | Име         | Ново име    | Ново име     | Описание |
| ---------- | ----------- | ----------- | ------------ | -------- |
| Теджеликия | Τεντζελίκια | Керамидарьо | Κεραμιδαργιό |          |

## Личности
Родени в Бейлик махала
- Ставрос Гадзилакис (р. 1953), гръцки футболист